# 1978年至1979年香港甲組足球聯賽
1978–79年香港甲組足球聯賽（英語：Hong Kong First Division Football League），是第 68 屆香港甲組足球聯賽，本屆聯賽共有 12 隊參賽球隊，冠軍是精工，他們以 22 場 19 勝 3 和合共取得 41 分。精工隊第 3 次贏得港甲冠軍。

## 外部連結
- 香港足球總會官網（页面存档备份，存于）
- 香港甲組足球聯賽 歷屆冠軍（页面存档备份，存于）